# Zabłocie (Biała Podlaska)
Zabłocie es un pueblo ubicado en la gmina Kodeń, distrito de Biała Podlaska, voivodato de Lublin, Polonia.

## Superficie
Cuenta con una superficie de 12,29 kilómetros cuadrados.

## Demografía
Hasta 2011 la población era de 252 habitantes, con una densidad de población de 20,50 habitantes por kilómetro cuadrado. Estaba conformada por 111 hombres (44%) y 141 mujeres (56%), según el censo de la Oficina Central de Estadística.